# Бескаравайная, Валерия Олеговна
Валерия Олеговна Бескаравайная (род. 30 марта 2000, Калуга) — российская актриса театра и и кино, педагог по актёрскому мастерству.

## Биография
Родилась в 2000 году в Калуге. После жила в Туле и Подольске.
Получила актёрское образование в Московской международной киношколе № 1318 (с 2015 года), а также киноколледже № 40 (2019—2022) и Школе драмы Германа Сидакова.
Снимается в кино и играет на независимых театральных площадках. Действующая актриса театра «Багаж» и театрального проекта «Курс».
С 2023 года в браке с актёром Михаилом Ушурелу.

## Фильмография
Актриса
- На дне почерневшей шкатулки белеют хлёсткие струны (2020) кф
- Любовь зимой (2021) — ассистентка
- Дядя Гав (2022) — София
- Постучись в мою дверь в Москве (2024) — помощница в ювелирном магазине тс
- Танго на осколках (2025) — танцовщица  тс

Режиссёр
- Антикафе (2019) кф

## Критика
Сергей Кудрявцев в своей рецензии на спектакль по книге Чингиза Айтматова «Материнское поле» высоко оценил игру молодой актрисы: «Нельзя не оценить, насколько выкладывается самоотверженно на сцене Валерия Бескаравайная». Также критик отметил, что Бескаравайная начала играть главную роль Толганай, женщины, потерявшей на войне троих сыновей, всего в 17 лет и то, что она выступила сорежиссёром постановки с Ольгой Фаградян. По его же мнению, работа Валерии в фильме «Любовь зимой» «поразила своей актёрской смелостью и дерзостью, сыграна раскованно и с немалой долей иронии».